# 1961

## Събития
- Франк Дрейк представя своето „Уравнение на Дрейк“ на първата SETI конференция.
- 15 февруари – Американският отбор по фигурно пързаляне, техни близки и треньори загиват при самолетна катастрофа в Брюксел, Белгия, на път за световното първенство в Прага.
- 12 април – Юрий Гагарин става първият човек в космоса.
- 30 май – Самолетът, който изпълнява полет 897 на VIASA се разбива в Атлантическия океан край бреговете на Португалия и убива всички 61 души на борда.
- 19 юли – Самолетът при полет 644 на „Айролиниас Архентинес“ се разбива близо до Буенос Айрес, Аржентина и убива всички 67 души на борда.
- 13 август – Издигната е Берлинската стена и ГДР затваря границата със Западен Берлин.
- 18 септември – Генералният секретар на ООН Даг Хамаршелд загива в самолетна катастрофа над Конго.

## Родени
- Васил Сантуров, български футболист
- Димитър Съселов, български астроном
- Махамат Салех Харун, чадски режисьор
- Ришар Гбака Зади, дипломат от Кот д'Ивоар
- 8 януари– Иван Ненков, български поет, сатирик, журналист и учител
- 14 януари – Висарион, духовен учител от Русия
- 17 януари – Мая Чибурданидзе, грузинска шахматистка
- 24 януари – Алиса Валзер, немска писателка, преводачка и художничка
- 25 януари – Елке Шмитер, немска писателка
- 5 февруари – Ирина Флорин, българска поп певица
- 8 февруари
  - Брус Тим, американски аниматор
  - Едуард Ераносян, български футболист и тренъор
- 13 февруари – Хенри Ролинс, американски певец и актьор
- 17 февруари – Андрей Коротаев, руски историк, социолог, изтоковед и икономист
- 20 февруари – Петър Петров, български футболист
- 21 февруари – Жоро Илчев, български политик и инженер, кмет на Провадия
- 4 март – Теодосий Спасов, български музикант
- 8 март – Мая Хадерлап, австрийска писателка
- 13 март – Петър Курдов, български футболист
- 25 март – Росен Матеев, футболен треньор
- 9 април – Марк Кели, британски рок музикант
- 11 април – Винсънт Гало, американски актьор
- 12 април – Лиза Жерар, австралийска певица
- 28 април – Анна Окса, италианска певица
- 1 май – Мариана Сендова, българска физичка
- 6 май – Джордж Клуни, американски актьор
- 14 май – Тим Рот, британски актьор и режисьор
- 17 май – Enya, ирландска музикантка
- 28 май – Ричард А. Кнаак, американски писател
- 30 май – Иван Говедаров, български футболист
- 1 юни - Евгений Пригожин, руски бизнесмен († 2023 г.)
- 3 юни
  - Лорънс Лесиг, американски юрист
  - Норберт Гщрайн, австрийски писател
- 4 юни – Ференц Дюрчан, унгарски политик
- 8 юни – Кети Гарби, гръцка певица
- 14 юни – Бой Джордж, английски певец
- 15 юни – Димитър Чобанов, български скулптор
- 16 юни – Роберт Шнайдер, австрийски писател
- 23 юни
  - Петър Чухов, български писател
  - Румен Петков, български политик
- 29 юни – Красимир Безински, български футболист
- 1 юли
  - Даяна Спенсър, принцеса на Уелс († 1997 г.)
  - Карл Луис, американски лекоатлет
- 2 юли – Сами Насери, френски актьор
- 3 юли – Албена Бакрачева, български учен и преводач
- 8 юли – Андрю Флечър, английски музикант († 2022 г.)
- 16 юли
  - Паулус Хохгатерер, австрийски писател и психиатър
  - Георги Анастасов, български композитор
  - Петър Върбанов, български актьор и режисьор
- 17 юли
  - Фидел Беев, български политик
  - Любомир Шейтанов, български футболист
- 18 юли – Кръстьо Лафазанов, български актьор
- 20 юли – Илия Желев, български художник
- 21 юли – Михаел Кумпфмюлер, немски писател
- 23 юли – Мартин Гор, британски музикант
- 24 юли – Гюнер Тахир, български политик
- 25 юли
  - Катрин Кели Ланг, американска актриса
  - Боби Ийкс, американска актриса и певица
- 30 юли – Лорънс Фишбърн, американски актьор
- 31 юли – Владимир Каролев, финансист († 2021 г.)
- 3 август – Борислав Кьосев, волейболист
- 4 август – Веселин Маринов, български поп певец
- 17 август
  - Александър Марков, български футболист
  - Ерве Морен, френски политик
- 20 август
  - Грег Еган, австралийски писател
  - Пламен Николов, български футболист
- 21 август – Владо Любенов, български поет
- 1 септември – Тонино Бенакиста, френски писател
- 18 септември
  - Бернар Вербер, френски писател фантаст
  - Джеймс Гандолфини, американски актьор († 2013 г.)
- 24 септември
  - Григор Захариев, български политик и инженер
  - Рашко Ломски, български боксьор
- 26 септември – Аян Садъков, български футболист
- 27 септември – Иван Станчев, български полицай
- 28 септември – Йорданка Донкова, българска лекоатлетка
- 30 септември – Красимир Гергов
- 3 октомври
  - Петър Вучков, български треньор
  - Емил Маринов, български футболист
- 9 октомври – Валери Кулинов, български футболист
- 11 октомври – Атанас Хранов, български художник
- 18 октомври
  - Уинтън Марсалис, американски тромпетист и композитор
  - Валдес, български попфолк певец
- 23 октомври – Андони Субисарета, испански футболист
- 31 октомври – Питър Джаксън, новозеландски режисьор
- 11 ноември
  - Пламен Симеонов, български футболист
  - Рагип Яшари, косовски политик
- 12 ноември – Надя Команечи, румънска гимнастичка
- 16 ноември – Карен Дуве, немска писателка
- 19 ноември – Мег Райън, американска киноактриса
- 27 ноември – Екатерина Андреева, руски журналист
- 2 декември – Дорон Рабиновичи, израело-австрийски писател
- 19 декември – Ерик Корнел, американски физик и лауреат на Нобелова награда за физика през 2001 г.
- 24 декември
  - Уейд Уилямс, американски актьор
  - Стоимир Урошевич, македонски футболист
- 25 декември – Ингрид Бетанкур, френско-колумбийски политик
- 27 декември – Симеон Василев, български журналист
- 29 декември – Илия Вълов, български футболист
- 30 декември – Бен Джонсън, американски лекоатлет

## Починали
- Константин Константинеску, румънски държавник и генерал
- април – Кирил Янчулев, български военен деец
- 4 януари – Ервин Шрьодингер, австрийски физик, лауреат на Нобелова награда за физика през 1933 г. (р. 1887 г.)
- 9 януари – Емили Грийн Болч, американска писателка
- 10 януари – Дашиъл Хамет, американски писател (р. 1894 г.)
- 13 януари – Цветан Лазаров, български авиоконструктор
- 17 януари – Патрис Лумумба, конгоански политик и пръв министър-председател на Демократична република Конго (р. 1925 г.)
- 21 януари – Блез Сандрар, швейцарски писател и поет (р. 1887 г.)
- 9 февруари – Григорий Левенфиш, руски шахматист (р. 1889 г.)
- 22 март – Николай Масалитинов, български театрален актьор, режисьор и педагог от руски произход (р. 1880 г.)
- 9 април – Ахмед Зогу, крал на Албания (р. 1895 г.)
- 29 април – Константин Щъркелов, български художник (р. 1889 г.)
- 30 април – Елена Карамихайлова, българска художничка
- 8 май – Михаил Доростолски и Червенски, български духовник
- 6 юни – Карл Густав Юнг, швейцарски психолог и психиатър
- 1 юли – Луи-Фердинан Селин, френски писател
- 2 юли – Ърнест Хемингуей, американски писател, лауреат на Нобелова награда за литература през 1954 г. (р. 1899 г.)
- 21 юли – Николай Николаев, български политик (р. 1887 г.)
- 30 юли – Мамин Колю, български революционер
- 18 август – Леонхард Франк, немски писател (р. 1882 г.)
- 10 септември – Волфганг фон Трипс, немски пилот от Ф1 (р. 1928 г.)
- 18 септември – Даг Хамаршелд, шведски дипломат, посмъртно лауреат на Нобелова награда за мир през 1961 г. (р. 1905 г.)
- 25 септември – Кирил Христов Совичанов, български революционер и учител

## Нобелови награди
- Физика – Роберт Хофщетер, Рудолф Мьосбауер
- Химия – Мелвин Калвин
- Физиология или медицина – Георг фон Бекеши
- Литература – Иво Андрич
- Мир – Даг Хамаршелд (награден посмъртно)